# ديناميكا التلامس
تدرس ديناميكا التلامس حركة منظومات مجموعات الأجسام الخاضعة للاحتكاك وتلامسات وحيدة الاتجاه (بسيطة أو مفتوحة أو وحيدة البعد). دائمًا ما تكون هذه المنظومات موجودة في العديد من تطبيقات ديناميكا مجموعات الأجسام. لنأخذ مثلًا:
- التماسات بين العجلات والأرض في ديناميكا المركبات
- أزيز المكابح الناتج عن الاهتزازات التي يسببها الاحتكاك
- حركة العديد من الجسيمات، الكرات التي تسقط في قمع، عمليات المزج (الأوساط الحبيبية)
- آلية الساعات
- أي آلة لها حدود تتوقف عندها أو تتعرض للاحتكاك.

ستناقَش كيفية نمذجة هذه المنظومات الميكانيكية ذات الاحتكاك والتماسات وحيدة الاتجاه وكيفية إيجاد توابع التغير الزمني لها بواسطة التكامل العددي في الفقرات التالية، بالإضافة لإعطاء بعض الأمثلة.

## النمذجة
الطريقتان الأساسيتان لنمذجة المنظومات الميكانيكية ذات الاحتكاك والتماسات وحيدة الاتجاه هما الطريقة المسواة والطريقة غير الملساء. فيما يلي، سيعرّف عن الطريقتين بواسطة مثال بسيط. لنأخذ مكعبًا يمكنه الانزلاق أو الالتصاق على طاولة. توصف حركة المكعب بواسطة معادلة الحركة، والتي تكون قيمة قوة الاحتكاك فيها مجهولة. لإيجاد قيمة قوة الاحتكاك، يجب تحديد قانون قوة منفصل يربط بين قوة الاحتكاك وسرعة المكعب المرافقة لها.

### الطريقة غير الملساء
هناك طريقة أكثر تطورًا وتعقيدّا تدعى الطريقة غير الملساء، والتي تستعمل قوانين قوة ثابتة القيمة لنمذجة المنظومات الميكانيكية ذات الاحتكاك والتماسات وحيدة الاتجاه. بالعودة إلى مثال المكعب الذي ينزلق أو يلتصق على الطاولة، في حال كون قانون الاحتكاك ثابت القيمة الموافق، على سبيل المثال من النوع «إشارة» (أي +/-):  في حالة الانزلاق، تكون قوة الاحتكاك معطاة. في حالة الثبات (الالتصاق)، تكون قوة الاحتكاك ثابتة القيمة وتحدد حسب قيد جبري (علاقة جبرية) إضافي.
ملخص القول، تغير الطريقة غير الملساء البنية التحتية الرياضية عند الحاجة وتؤدي إلى وصف صحيح للمنظومات الميكانيكية ذات الاحتكاك والتماسات وحيدة الاتجاه. يمكن أن تحدث ظاهرة الصدم كعاقبة لتغيير البنية الرياضية، ولا يمكن افتراض أن توابع التغير الزمنية للأماكن والسرعات ملساء عند ذلك. كنتيجة لذلك، يجب تعريف معادلات صدم وقوانين صدم إضافية. تكتب قوانين القوى الثابتة عادةً كمسائل لامساواة أو علاقات احتواء للتعامل مع تغير البنية الرياضية. تقيَّم علاقات اللامساوة/الاحتواء هذه من خلال حل مسائل استيفاء (إكمال) خطية (أو لاخطية)، من خلال البرمجة التربيعية أو تحويل مسائل اللامساواة/الاحتواء إلى معادلات قابلة للإسقاط يمكن حلها حلًّا تقريبيًّا أو باستخدام طريقة يعقوبي التحويل (جاكوبي) أو طريقة غاوس-سيدل. توفر الطريقة غير الملساء طريقة نمذجة جديدة للمنظومات الميكانيكية ذات الاحتكاك والتماسات وحيدة الاتجاه، تشمل أيضًا كل الميكانيك الكلاسيكي الخاضع لقيود ثنائية الجهة. ترتبط هذه الطريقة بنظرية المعادلات التفاضلية الجبرية الكلاسيكية وتنتج مخططاتٍ تكامليةً متماسكةً.

## التكامل العددي
يمكن مكاملة النماذج المسواة بواسطة أدوات حل معادلات الصلابة التقليدية (مصفوفات الصلابة) للمعادلات التفاضلية العادية. لكن، يمكن أن تحدث اهتزازات ناتجة عن عملية التخميد نفسها. في النماذج غير الملساء للمنظومات الميكانيكية ذات الاحتكاك أو التماسات وحيدة الاتجاه، هناك صفان أساسيان من التكاملات، التكاملات التابعة للحدث (المقادة بالحدث)، والتكاملات التي تدعى تكاملات تابع الخطوة الزمنية (تكاملات التوابع الخطوية أو التكاملات الخطوية اختصارًا).

### التكاملات التابعة للحدث
تفرق التكاملات التابعة للحدث بين الأجزاء الملساء (القابلة للاشتقاق) من الحركة والتي لا تتغير فيها البنية الرياضية التحتية، وبين الأحداث أو ما يسمى نقاط التبدل التي تتغير عندها هذه البنية، أي اللحظات الزمنية التي تغلق فيها التماسات وحيدة الجهة أو التي يحدث فيها الانتقال بين حالتي الثبات (الالتصاق) والانزلاق. عند نقاط التبدل هذه، تقاس قوانين القوى الثابتة (والصدم الإضافي) للحصول على بنية رياضية تحتية جديدة تبنى يمكن للتكامل الاستمرار عليها. التكاملات التابعة للحدث دقيقة جدًّا لكنها لا تناسب المنظومات التي فيها العديد من التماسات.

### تكاملات توابع الخطوة الزمنية
التكاملات الخطوية هي نماذج عددية مخصصة للمنظومات ذات التماسات العديدة. وُضع أول تكامل خطوي من قبل ج. ج. موريو. هذه التكاملات لا تهدف إلى التخلص من نقاط التبدل ولذلك فهي متماسكة عند التطبيق. بما أن التكاملات تعمل مع تكامل قوى التماس وليس مع القوى ذاتها؛ يمكن لهذه الطريقة التعامل مع كل من الحركة غير الفجائية والأحداث الفجائية كالصدم. مشكلة هذه الطريقة أن دقة التكاملات الخطوية منخفضة. يمكن تصحيح هذا النقص بتعديل مقدار الخطوة عند نقاط التبديل. تعالج الأجزاء الملساء (القابلة للاشتقاق) من الحركة بخطوات كبيرة، ويمكن استخدام طرق تكامل من رتب أعلى لزيادة رتب التكامل.

## أمثلة
تعطي هذه الفقرة بعض الأمثلة عن منظومات ميكانيكية ذات احتكاك وتماسات وحيدة الاتجاه. حُصِّلت النتائج بواسطة طريقة غير ملساء وباستخدام تكاملات الخطوة الزمنية.

### مواد حبيبية
تلائم طرق الخطوة الزمنية بشكل خاص محاكاة المواد الحبيبية.

### كرات بيلياردو
لنأخذ كرتين متصادمتين في لعبة بيلياردو.

### رفع العجلة الأمامية لدراجة نارية
إذا تسارعت دراجة نارية بشدة، ترتفع العجلة الأمامية (ما يعرف باسم «ترفيعة» الدراجة).

### حركة لعبة نقار الخشب
لعبة نقار الخشب مسألة معروفة في ديناميكا التلامس. تتكون اللعبة من عمود، «كُم» قطر ثقبه أكبر بقليل من قطر العمود، نابض، وجسم نقار الخشب. عند التشغيل، يتحرك نقار الخشب على العمود مؤديًا نوعًا من حركة الالتقاط، يتحكم بها الكم. يظهر الشكل الآتي بعض الصور لهذه المحاكاة.

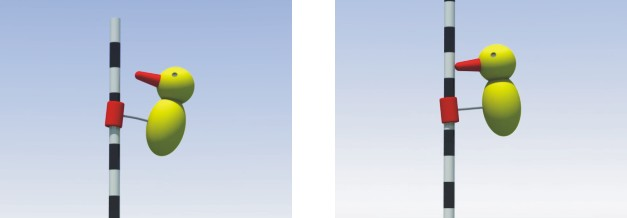
محاكاة للعبة نقار الخشب